# Karl Moritz Kersten
Karl Moritz Kersten (* 19. Juli 1803 in Zöblitz; † 10. November 1850 in Colditz) war ein deutscher Chemiker und Hochschullehrer.

## Leben
Karl Moritz Kersten studierte an der Bergakademie Freiberg, bei Friedrich Stromeyer an der Universität Göttingen und bei Joseph Louis Gay-Lussac und Pierre Berthier in Paris Chemie und verwandte Wissenschaften. 1821 war er Mitglied des Corps Montania Freiberg geworden.
Nach seiner Rückkehr 1829 nach Freiberg wurde er 1830 Oberhüttenamtsassessor und 1836 Professor für analytische und praktische Chemie an der Bergakademie. Seit 1829 hielt er den zweiten und ab 1837 den ersten Kurs in analytischer Chemie. 1842 wurde er kommissarischer Nachfolger von Wilhelm August Lampadius, musste jedoch seine Lehrtätigkeit, die bereits vorher durch eine Geistesstörung beeinträchtigt war, von 1843 bis 1846 unterbrechen, bevor er 1847 endgültig als geisteskrank entlassen wurde und 1850 in der Irrenanstalt Schloss Colditz starb.
Die zahlreichen Publikationen von Kersten sind ein Zeugnis seiner intensiven und fundierten Arbeit auf dem Gebiet der analytischen Chemie, Mineralogie und Geologie. 1830 entdeckte er erstmals Selen in der Pechblende der Magnesium-Karbonat-Pechblende-Formation (mgu-Formation) im Schneeberger Revier. 1844 war er der Erstbeschreiber von Chapmanit von der Grube Neue Hoffnung Gottes in Bräunsdorf (Oberschöna), den er als „Hypochloritähnliches Mineral“ charakterisierte.

## Schriften
- Chemische Untersuchung des Wismuthkobalterzes, 1826
- Neues Vorkommen des Selens, 1826
- Brom in der Soole von Werl, 1827
- Cadmium in der Freiberger Blende, 1827
- Weisser Eisensinter von Freiberg, 1828
- Arsenglanz von Marienberg, 1828
- Untersuchung des gelben zinkhaltigen Ofenbruches, welcher sich bei der Roharbeit in den Freiberger Hütten bildet, 1829
- Ueber die siebenbürgischen und ungarischen Hüttenprocesse, 1829
- Braunbleierze, 1831
- Zinksalz von Monte Pont, 1832
- Gallertartige und neuere Producte des Mineralreiches, 1832
- Versuche und Erfahrungen bei Einführung der Kalkmergelsohlen beim Abtreibeprocess auf den Freiberger Hütten, 1832
- Ueber die Unsicherheit der gewöhnlichen Silberprobe mittelst der Cupellation, 1832
- Talksteinmark, Collyrit, Alumocalcit, Fettbol, 1832
- Ueber die nährenden Bestandteile der Knochen. Nach d’Arcet, 1832
- Zerlegung mehrerer sächsischer Mineralien, 1832
- Die Zusammensetzung der Lauge von der Amalgamation des Rohsteines, 1833
- Zerlegung der Wismuthblende, 1833
- Beschreibung des Gold-, Silber-, Blei- und Kupferausbringens auf den ungarischen Hütten, 1834
- Ueber die Wirkungen des rohen und gebrannten Thons in der Landwirtschaft, 1834
- Uebersetzung ins Deutsche von: Berthier, Handbuch der metallurgisch-analytischen Chemie (2 Bände), 1835
- Künstliche Bildung des Feldspaths, 1835
- Ueber das Vorkommen von Glanzkohle auf einem Eisensteingange des Eibenstocker Granitgebirges, 1834
- Ueber eine auf Wiesen gebildete lederartige Substanz, 1839
- Neues Vorkommen des Selens, 1839
- Vorkommen des Lanthans, 1839
- Untersuchung des Monaziths, 1839
- Untersuchung des Miloschins, 1839
- Untersuchung des Wolchonskoits, 1839
- Untersuchung mehrerer sächsischer Hüttenproducte, 1839
- Ueber Bildung des blauen Titanoxyds und über die blaue Farbe mancher Hohofenschlacken, 1840
- Ueber den bleihaltigen Aragonit von Tarnowitz, 1840
- Künstliches Rothkupfererz, 1840
- Ursache der blauen Farbe mancher Natur- und Kunstproducte, 1840
- Neu entstandenes natürliches Silicat, und Kieselsäuregehalt von Grubenwässern, 1841
- Vorkommen des Vanadins, 1841
- Ein in Brauneisenstein und Bitumen umgewandelter Menschenschädel, 1841
- Hydraulischer Kalkstein, 1842
- Krystalünische Ausscheidung aus einer Glasmasse, 1843
- Vanadinsäuregehalt des Pechurans, 1843
- Krystallinisches Hüttenproduct, 1842
- Eigentümliches Eisenhochofenproduct und neues Vorkommen des Vanadins, 1843
- Feldspathporphyr von Freiberg, 1843
- Quecksilberhaltiges Fahlerz von Toscana, 1843
- Über die chemische Zusammensetzung einiger sächsischer Mineralien und Gebirgsarten. Hypochloritähnliches Mineral von Bräunsdorf, 1844 (Chapmanit)
- Producte der freiwilligen Zersetzung der Kobalt- und Nickelerze, 1844
- Concretionen im Fruchtschiefer, 1844
- Sächsische Mineralien, 1844
- Umwandlung des Bleivitriols in Bleiglanz, 1844
- Peruanischer und afrikanischer Guano, 1845
- Phosphorsäure in plutonischen Gesteinen, 1845
- Mineralwasser aus der Zwickauer Kohlenformation, 1845
- Asphalt aus Dalmatien, 1845
- Der Kreuz- und Ferdinands-Brunnen in Marienbad, 1845
- Waldquelle in Marienbad, 1846
- Venetianischer Aventurin, 1847